# 帕特兰
帕特兰（Pattran），是印度旁遮普邦Patiala县的一个城镇。总人口22170（2001年）。

## 人口
该地2001年总人口22170人，其中男性11681人，女性10489人；0—6岁人口2925人，其中男1688人，女1237人；识字率64.84%，其中男性为69.17%，女性为60.02%。